# Jean de Reyn
Pour les articles homonymes, voir Reyn.
Jean de Reyn ou Jan van Ryn, né à Dunkerque en 1610 (Flandre française) et mort le 20 mai 1678 dans la même ville, est un peintre portraitiste et de peinture religieuse, flamand devenu français par extension territoriale de la France.

## Biographie
Jean de Reyn fut l'élève du peintre Antoine van Dyck qu'il suivit en Angleterre.
En 1662, Jean de Reyn est devenu français à la suite de la prise de possession définitive de Dunkerque rachetée à l'Angleterre par Louis XIV ; il a fait le portrait du comte d'Estrades, gouverneur de cette ville pour la France. Jean de Reyn travailla aux écussons et aux armoiries de Sa Majesté le Roy de France, ainsi qu'aux peintures commandées lors de l'entrée de Louis XIV à Dunkerque, travaux pour lequel il reçut par l'ordonnance du 23 mai 1663, quinze livres et peint également les armoiries du roi en grand tableau, par ordonnance du 11 mars 1663, pour deux cent douze livres. 
Jean de Reyn meurt le 20 mai 1678. Il est enterré dans l'église Saint-Éloi de Dunkerque.

## Œuvres
- Adoration des Mages, église saint-Martin de Bergues,
- Saint Ignace, église saint-Martin de Wormhout (à gauche du Maître-autel),
- Saint Dominique, église Saint-Martin de Wormhout (à gauche du Retable Nord),
- La vierge et saint François, église Saint-Martin de Wormhout (à droite du Retable Sud),
- Toiles dans les églises paroissiales de Saint-Éloi et de Saint-Martin de Dunkerque
- Le fils aîné (1643-1698) de Pierre Corneille, en tenue de capitaine des Chevau-légers exposé au musée Lambinet de Versailles
- Le joueur de luth, exposé au Museum of Fine Arts de Boston (États-Unis)
- Les portraits des Colaert[2].

## Hommage
- Une statue représentant Jean de Reyn se trouvait sur le flanc extérieur droit de l'hôtel de ville de Dunkerque, mais elle fut détruite en 1940.